# エフゲニー・ミレル

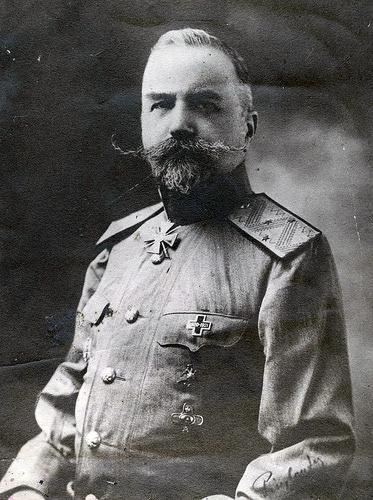
エフゲニー・ミレル

エフゲニー・カルロヴィッチ・ミレル（ロシア語: Евгений Карлович Миллер、1867年9月25日 - 1939年5月11日）は、ロシア帝国の軍人、騎兵大将。ルター派。ロシア内戦時代は、チャイコフスキー政権の北軍総司令官を務め、フランス亡命時代は白軍組織、ロシア全軍連合の議長となったが、ソ連当局により誘拐・処刑されるという最後を遂げた。

## 経歴
ロシア帝国領だったラトビアのドヴィンスク（現在のダウガフピルス）でドイツ系の職業軍人の家庭に生まれた。

### 軍歴
- 1884年 - ニコラエフ幼年団（幼年学校）卒業
- 1886年 - ニコラエフ騎兵学校卒業
- 1889年～1892年 - 参謀本部ニコラエフ・アカデミー
- 1898年～1901年 - 駐ベルギー駐在武官
- 1907年～1909年 - 駐イタリア駐在武官
- 1910年～1912年 - 参謀本部総局補給係、ニコラエフ騎兵学校長
- 1916年6月～12月 - 第5軍参謀長
- 1917年1月～4月 - 第26軍団長

1917年4月、革命による軍団内の動揺を抑えるために論争に巻き込まれて負傷し、逮捕され、ペトログラードに護送された。その後、予備役に編入され、イタリア軍内のロシア軍総司令部スタフカ議長となる。1917年8月～11月、パリで在仏・在マケドニア・ロシア旅団の解散とロシアへの輸送の解決に従事した。ボリシェヴィキ政権を認めることを拒否し、白軍運動に身を投じる。

### ロシア内戦
1918年11月2日、アルハンゲリスクの北部州政府（ニコライ・チャイコフスキー政権）は、北部州総督としてミレル将軍を招聘した。1919年1月1日にアルハンゲリスクに到着したミレルは、チャイコフスキー政権の外務管理官に任命され、1月15日に北部州総督に就任した。5月、北部州軍（北軍）総司令官に任命され、6月10日には北部戦線総司令官となった。9月、北部地方総長を兼任する。この間、イギリス遠征軍団（サドラー＝ジャクソン将軍）は、北ドヴィナ地区で一時的な成功を収めたが、9月27日に干渉軍はアルハンゲリスクから完全に撤収した。干渉軍の支援を失った白衛反乱軍（ムルマンスク軍及びオロネツ軍）と北部州軍（北軍）は撃破された。ミレル将軍は、800人以上の兵士と難民を撤収させた後、1920年2月19日にノルウェーに移住した。

### ロシア全軍同盟議長、そして死
1920年3月、フランスに移住。1930年5月、ロシア全軍連合議長に選出。1937年9月22日、パリでニコライ・スコブリン、ナジェージダ・プレヴィツカヤ等のソ連内務人民委員部（NKVD）のエージェントにより誘拐され、マルセイユからソビエトの汽船「マリヤ・ウリヤノヴァ」で連れ出された。獄中でNKVDにより拷問を受けた挙句、ミレルは1939年5月11日にモスクワで銃殺刑に処された。処刑の事実は1990年に公表された。彼が獄中で記した手紙はドミトリー・ヴォルコゴーノフによって発見された。